# Masen Abou-Dakn
Masen Abou-Dakn (* 1963 in Damaskus in Syrien) ist ein deutscher Synchronautor, -regisseur, Liedermacher, Songtexter und Songwriting-Dozent.

## Leben
Masen Abou-Dakn wurde 1963 in Damaskus als Sohn eines syrischen Modedesigners und eines deutschen Models geboren. 1987 schloss Abou-Dakn ein Studium der Gesellschafts- und Wirtschaftskommunikation an der Universität der Künste Berlin ab. 1996 belegte er einen Popkurs (Kontaktstudiengang Popularmusik). 1998 besuchte er die Celler Schule bei Edith Jeske. 1999 schloss er die Fortbildung „Regie und Schauspielerführung“ bei Regisseur und Schauspieler Wolfgang Mentzel ab.
Seit 1995 schreibt Masen Dialogbücher für die Synchronisation von fremdsprachigen Serien und Filmen, seit 1998 übernimmt er dafür auch die Dialogregie. Er war u. a. beteiligt an „No!“, „Rectify“, „The Honourable Woman“, „Coop gegen Kat“, „Emergency Room – Die Notaufnahme“, „Hogfather“, „Skipped Parts“, „Tauch, Timmy, Tauch“, Marvels „The Super Hero Squad Show“, „Der Sattelclub“, „The Enfield Haunting“ („Unsichtbare Besucher“), „Non uccidere“ („Die Toten von Turin“), „Il Miracolo“ („Ein Wunder“), Sorry Angel, Flee, Anna, The Banshees of Inisherin.
2006 erschien sein Buch Songtexte schreiben – Handwerk und Dramaturgie im Autorenhausverlag. Seitdem gibt er Songwriting-Workshops in verschiedenen Rahmen.
Seit 2006 unterrichtet Abou-Dakn außerdem Songtexten und Inhaltliche Künstlerentwicklung an verschiedenen Hochschulen in Deutschland, u. a. an der Popakademie Baden-Württemberg in Mannheim.
2014 hat er zu Arbeit als Textdozent im Sprachreport des Leibniz-Instituts für Deutsche Sprache in Mannheim, den Fachartikel "Kann man das Texten von Popsongs lernen und lehren? Und wenn ja, wozu?" veröffentlicht.
Im Herbst 2015 erschien sein Buch Mehr als nur Worte – Erfolgreich Songtexte schreiben im Schott-Verlag, das sich primär mit Ideenfindung, Erzeugung poetischer Wirkung, Kreativitätserweiterung und künstlerischer Profilentwicklung befasst.
Seit 2017 führt Abou-Dakn zusammen mit Composer/Producer Philipp Schardt Teambuildingevents mit einem von ihm entwickelten Konzept des teamorientierten Songwritings durch.

## Auszeichnungen
- 2023 Nominierung Preis der deutschen Schallplattenkritik 4/23
- 2023 Album des Monats Oktober, Liederbestenliste
- 2021 „Best Music Video 2021“ beim Visualis Film Festival für das Video "Wir waren, sind und bleiben"
- 2011 Nominierung Preis der deutschen Schallplattenkritik[Anm 1]
- 2006 Endemol-Autorenwettbewerb[Anm 2]
- 2003 SWR-Förderpreis[Anm 3]
- 2002 Erzählwettbewerb Berliner Tagesspiegel[Anm 4]
- 2002 Bundesdeutscher Chansonpreis Zarah[Anm 5]

## Diskografie
| - 2001: Ich gucke nur, wenn du nicht guckst und hoffe, dass du's siehst - 2010: Wenn schon suchen, dann das Glück - 2023: Was es war und was wir wollen, dass es war | - Bin ich das? - Liebe ist neu - Die Dinge sind - Wir waren, sind und bleiben - Dürfen oder müssen - So ist es eben - Was haben wir gelacht - Ich guck nur, wenn du nicht guckst - Wunderschöner Tag |